# Trestycke vatten
Trestycke vatten är en sjö i Uddevalla kommun i Bohuslän och ingår i Göta älv-Bäveåns kustområde. Sjön är 6,5 meter djup, har en yta på 0,044 kvadratkilometer och befinner sig 68 meter över havet.